# 阿南古拉島
阿南古拉島是美國的島嶼，位於太平洋海域，距離烏姆納克島1.5公里，屬於福克斯群島的一部分，由阿拉斯加州負責管轄，長2.3公里。
53°00′02″N 168°54′40″W / 53.00056°N 168.91111°W